# Долгоруковский район
Долгору́ковский райо́н — административно-территориальная единица (район) и муниципальное образование (муниципальный район) на юго-западе Липецкой области России.
Административный центр — село Долгоруково.

## География
Долгоруковский район расположен в юго-западной части Липецкой области, на отрогах Среднерусской возвышенности. Район характеризуется наличием таких полезных ископаемых, как песчаник, глина, известняк. Площадь района составляет 990 км².
Район граничит с Орловской областью, а также с Измалковским, Елецким, Задонским и Тербунским районами Липецкой области.
По территории района протекают реки Олым, Свишня, Снова, Сосна.

## История
В 1928 году образована Центрально-Чернозёмная область, поделенная на 11 округов: в составе Елецкого округа и был создан Долгоруковский район.В состав Орловской области был передан из Курской области.
После образования 6 января 1954 года Липецкой области в её составе.

## Население
| 1939    | 1959    | 1970    | 1979    | 1989    | 2002    | 2006    | 2009    | 2010    |
| ------- | ------- | ------- | ------- | ------- | ------- | ------- | ------- | ------- |
| 53 005  | ↘32 983 | ↗34 404 | ↘27 178 | ↘23 488 | ↘21 127 | ↘20 800 | ↘18 779 | ↘18 623 |
| 2011    | 2012    | 2013    | 2014    | 2015    | 2016    | 2017    | 2018    | 2021    |
| ↘18 485 | ↘18 068 | ↘17 695 | ↘17 446 | ↘17 343 | ↘17 304 | ↗17 377 | ↘17 092 | ↘16 126 |

### Национальный состав
По итогам переписи населения 2020 года проживали следующие национальности (национальности менее 0,1 % и другое, см. в сноске к строке «Другие»):
| Национальность | Численность, чел. | Доля     |
| -------------- | ----------------- | -------- |
| Русские        | 14 722            | 91,29 %  |
| Цыгане         | 348               | 2,16 %   |
| Узбеки         | 206               | 1,28 %   |
| Армяне         | 112               | 0,69 %   |
| Украинцы       | 109               | 0,68 %   |
| Езиды          | 99                | 0,61 %   |
| Киргизы        | 76                | 0,47 %   |
| Азербайджанцы  | 57                | 0,35 %   |
| Таджики        | 48                | 0,30 %   |
| Курды          | 46                | 0,29 %   |
| Дунгане        | 43                | 0,27 %   |
| Молдаване      | 31                | 0,19 %   |
| Другие         | 229               | 1,42 %   |
| Итого          | 16 126            | 100,00 % |

## Административно-муниципальное устройство
Долгоруковский район, в рамках административно-территориального устройства области, включает 14 административно-территориальных единиц — 14 сельсоветов.
Долгоруковский муниципальный район, в рамках организации местного самоуправления, включает 14 муниципальных образований со статусом сельских поселений:
| №  | Муниципальное образование   | Административный центр | Количество населённых пунктов | Население, чел. | Площадь, км² |
| -- | --------------------------- | ---------------------- | ----------------------------- | --------------- | ------------ |
| 1  | Большебоевский сельсовет    | село Большая Боёвка    | 8                             | ↘498            | 67,38        |
| 2  | Верхнеломовецкий сельсовет  | село Верхний Ломовец   | 3                             | ↘717            | 79,29        |
| 3  | Веселовский сельсовет       | деревня Весёлая        | 7                             | ↘478            | 54,55        |
| 4  | Войсковоказинский сельсовет | село Войсковая Казинка | 5                             | ↘310            | 43,91        |
| 5  | Вязовицкий сельсовет        | село Вязовое           | 2                             | ↘366            | 46,27        |
| 6  | Грызловский сельсовет       | село Грызлово          | 10                            | ↘850            | 104,31       |
| 7  | Долгоруковский сельсовет    | село Долгоруково       | 16                            | ↘8621           | 149,90       |
| 8  | Долгушинский сельсовет      | село Долгуша           | 3                             | ↘250            | 45,93        |
| 9  | Дубовецкий сельсовет        | село Дубовец           | 8                             | ↗836            | 98,78        |
| 10 | Жерновский сельсовет        | село Жерновное         | 9                             | ↘590            | 77,17        |
| 11 | Меньшеколодезский сельсовет | село Меньшой Колодезь  | 13                            | ↘702            | 88,09        |
| 12 | Свишенский сельсовет        | село Свишни            | 6                             | ↘340            | 42,54        |
| 13 | Слепухинский сельсовет      | село Слепуха           | 2                             | ↘233            | 25,26        |
| 14 | Стегаловский сельсовет      | село Стегаловка        | 5                             | ↗1335           | 89,85        |

### Населённые пункты
В Долгоруковском районе 97 населённых пунктов.
| №  | Населённый пункт  | Тип                     | Население | Муниципальное образование   |
| -- | ----------------- | ----------------------- | --------- | --------------------------- |
| 1  | Агарково          | деревня                 | 54        | Свишенский сельсовет        |
| 2  | Александровка     | деревня                 | ↘44       | Долгушинский сельсовет      |
| 3  | Анненка           | деревня                 | ↘35       | Долгоруковский сельсовет    |
| 4  | Бакеевский        | хутор                   | ↘0        | Дубовецкий сельсовет        |
| 5  | Белый Конь        | деревня                 | ↘60       | Веселовский сельсовет       |
| 6  | Богатые Плоты     | деревня                 | ↘55       | Дубовецкий сельсовет        |
| 7  | Большая Боёвка    | село                    | 521       | Большебоевский сельсовет    |
| 8  | Большой Колодезь  | деревня                 | ↘167      | Меньшеколодезский сельсовет |
| 9  | Братовщина        | село                    | ↘1132     | Долгоруковский сельсовет    |
| 10 | Бурелом           | деревня                 | 3         | Жерновский сельсовет        |
| 11 | Верхний Ломовец   | село                    | →758      | Верхнеломовецкий сельсовет  |
| 12 | Весёлая           | деревня                 | ↘320      | Веселовский сельсовет       |
| 13 | Войсковая Казинка | село                    | 197       | Войсковоказинский сельсовет |
| 14 | Вороновка         | деревня                 | ↘17       | Жерновский сельсовет        |
| 15 | Выголка           | деревня                 | 22        | Грызловский сельсовет       |
| 16 | Вязовое           | село                    | 321       | Вязовицкий сельсовет        |
| 17 | Грибоедово        | деревня                 | ↘32       | Стегаловский сельсовет      |
| 18 | Гринёвка          | деревня                 | 44        | Жерновский сельсовет        |
| 19 | Грызлово          | село                    | 357       | Грызловский сельсовет       |
| 20 | Гущин Колодезь    | деревня                 | 34        | Дубовецкий сельсовет        |
| 21 | Дмитриевка 1-я    | деревня                 | 23        | Меньшеколодезский сельсовет |
| 22 | Долгоруково       | село                    | ↘5237     | Долгоруковский сельсовет    |
| 23 | Долгуша           | село                    | →261      | Долгушинский сельсовет      |
| 24 | Дубовец           | село                    | 541       | Дубовецкий сельсовет        |
| 25 | Дубовецкий        | посёлок                 | #Н/Д      | Дубовецкий сельсовет        |
| 26 | Екатериновка      | деревня                 | 840       | Долгоруковский сельсовет    |
| 27 | Елизаветовка      | деревня                 | 149       | Меньшеколодезский сельсовет |
| 28 | Ермолово          | деревня                 | 37        | Грызловский сельсовет       |
| 29 | Жемчужникова      | деревня                 | ↘17       | Большебоевский сельсовет    |
| 30 | Жемчужникова      | деревня                 | ↘9        | Меньшеколодезский сельсовет |
| 31 | Жерновное         | село                    | ↘523      | Жерновский сельсовет        |
| 32 | Заречная          | деревня                 | ↘20       | Веселовский сельсовет       |
| 33 | Знаменка          | деревня                 | 115       | Войсковоказинский сельсовет |
| 34 | Зыбинка           | деревня                 | 19        | Большебоевский сельсовет    |
| 35 | Ивановка          | деревня                 | 201       | Долгоруковский сельсовет    |
| 36 | Ивановка 2-я      | деревня                 | 67        | Меньшеколодезский сельсовет |
| 37 | Изубриевка 1-я    | деревня                 | 17        | Меньшеколодезский сельсовет |
| 38 | Изубриевка 2-я    | деревня                 | 1         | Меньшеколодезский сельсовет |
| 39 | Ильинка           | деревня                 | →604      | Долгоруковский сельсовет    |
| 40 | Ильинка           | деревня                 | →17       | Свишенский сельсовет        |
| 41 | Исаевка           | деревня                 | ↘42       | Жерновский сельсовет        |
| 42 | Каменка           | деревня                 | 5         | Веселовский сельсовет       |
| 43 | Карташовка        | деревня                 | 120       | Долгушинский сельсовет      |
| 44 | Колединовка       | деревня                 | 23        | Долгоруковский сельсовет    |
| 45 | Котово            | деревня                 | 30        | Грызловский сельсовет       |
| 46 | Кочетовка         | деревня                 | 19        | Долгоруковский сельсовет    |
| 47 | Красная           | деревня                 | 31        | Дубовецкий сельсовет        |
| 48 | Красное           | село                    | 168       | Долгоруковский сельсовет    |
| 49 | Красное Утро      | посёлок                 | 36        | Стегаловский сельсовет      |
| 50 | Красный Луч       | посёлок                 | 16        | Меньшеколодезский сельсовет |
| 51 | Красотыновка      | деревня                 | 236       | Дубовецкий сельсовет        |
| 52 | Липовка           | деревня                 | →5        | Свишенский сельсовет        |
| 53 | Лобовка           | деревня                 | 39        | Войсковоказинский сельсовет |
| 54 | Лутовка           | деревня                 | 9         | Войсковоказинский сельсовет |
| 55 | Марьина           | деревня                 | 29        | Большебоевский сельсовет    |
| 56 | Маховщина         | деревня                 | 14        | Грызловский сельсовет       |
| 57 | Меньшой Колодезь  | село                    | →445      | Меньшеколодезский сельсовет |
| 58 | Михайловка        | деревня                 | 48        | Большебоевский сельсовет    |
| 59 | Михайловский      | посёлок                 | 0         | Меньшеколодезский сельсовет |
| 60 | Молодовка         | деревня                 | 13        | Долгоруковский сельсовет    |
| 61 | Набережная 1-я    | деревня                 | 32        | Грызловский сельсовет       |
| 62 | Набережная 2-я    | деревня                 | 30        | Грызловский сельсовет       |
| 63 | Надеждино         | деревня                 | 53        | Долгоруковский сельсовет    |
| 64 | Нестеровка        | деревня                 | 3         | Свишенский сельсовет        |
| 65 | Нижний Ломовец    | село                    | →184      | Верхнеломовецкий сельсовет  |
| 66 | Николаевка        | деревня                 | 35        | Веселовский сельсовет       |
| 67 | Новинка           | деревня                 | 51        | Меньшеколодезский сельсовет |
| 68 | Новопетровский    | хутор                   | 8         | Долгоруковский сельсовет    |
| 69 | Новотроицкое      | село                    | 186       | Веселовский сельсовет       |
| 70 | Овечьи Воды       | деревня                 | 0         | Веселовский сельсовет       |
| 71 | Озерки            | деревня                 | →21       | Жерновский сельсовет        |
| 72 | Ольшанка          | деревня                 | 34        | Дубовецкий сельсовет        |
| 73 | Орановка          | деревня                 | 12        | Стегаловский сельсовет      |
| 74 | Пашинино          | деревня                 | 44        | Долгоруковский сельсовет    |
| 75 | Петровка          | деревня                 | 1         | Стегаловский сельсовет      |
| 76 | Плоты             | железнодорожная станция | →36       | Большебоевский сельсовет    |
| 77 | Полевой           | посёлок                 | ↘198      | Долгоруковский сельсовет    |
| 78 | Рог               | деревня                 | 107       | Грызловский сельсовет       |
| 79 | Русская Казинка   | деревня                 | 101       | Войсковоказинский сельсовет |
| 80 | Свишни            | село                    | →394      | Свишенский сельсовет        |
| 81 | Сергиевка 1-я     | деревня                 | 18        | Меньшеколодезский сельсовет |
| 82 | Сергиевка 2-я     | деревня                 | 57        | Жерновский сельсовет        |
| 83 | Сидоровка         | деревня                 | 0         | Большебоевский сельсовет    |
| 84 | Слепуха           | село                    | →280      | Слепухинский сельсовет      |
| 85 | Сновская          | деревня                 | 0         | Верхнеломовецкий сельсовет  |
| 86 | Стегаловка        | село                    | ↗1192     | Стегаловский сельсовет      |
| 87 | Стрелец           | село                    | →423      | Грызловский сельсовет       |
| 88 | Суры              | посёлок                 | 5         | Меньшеколодезский сельсовет |
| 89 | Сухаревка         | деревня                 | 0         | Большебоевский сельсовет    |
| 90 | Сухой Ольшанец    | село                    | 145       | Вязовицкий сельсовет        |
| 91 | Тёпленькая 1-я    | деревня                 | ↘52       | Жерновский сельсовет        |
| 92 | Тёпленькая 2-я    | деревня                 | 13        | Слепухинский сельсовет      |
| 93 | Тимирязевский     | посёлок                 | →390      | Долгоруковский сельсовет    |
| 94 | Троицкое          | деревня                 | 28        | Свишенский сельсовет        |
| 95 | Харламовка        | деревня                 | 129       | Долгоруковский сельсовет    |
| 96 | Хитрово           | деревня                 | 35        | Грызловский сельсовет       |
| 97 | Царёвка           | деревня                 | 20        | Жерновский сельсовет        |

## Исчезнувшие населённые пункты
- Дегтярка — бывший посёлок, в 2 км к северо-востоку от села Жерновное.
- Дмитриевка — деревня, в 1 км к востоку от села Слепуха, в XIX веке известна как «Поповка (Слепушка)».
- Павловка — деревня Вязовицкого сельского поселения, в 4 км южнее села Вязовое. Родина братьев Жемчужниковых — создателей образа Козьмы Пруткова.
- Селихова — деревня близ села Жерновное.
- Симаковка — деревня в 1,5 км к северо-востоку от села Нижний Ломовец. В XIX веке именовалась как «Спасовка». Ныне урочище.
- Чаадаевка — деревня Долгушинского сельского поселения, в 3 км южнее села Долгуша.

## Официальные символы района
Герб Долгоруковского района утверждён решением районного Совета депутатов № 18-рс от 25 декабря 2003 года.
Флаг Долгоруковского района утверждён решением Долгоруковского районного Совета депутатов от 30.03.2005 № 116.

## Экономика
Экономика района основана на производстве продукции сельского хозяйства.
Насчитывается более 10 сельскохозяйственных предприятий. Самые крупные из них:
- ООО АФ «Трио»
- ООО АФ «Свишенская»
- ООО «Долгоруково-Агро»
- ЗАО «Верный путь»
- ТНВ «Меркулов и К»
- ООО АФ «Тербуны-Агро»

## Транспорт
Районный центр связан сетью автомобильных дорог регионального уровня с Ельцом, Задонском и Липецком, Тербунами и Волово. Долгоруково связано со всеми поселениями сетью автодорог. Перевозки пассажиров осуществляет «МУП Долгоруковское ПАТП».
В Долгоруковском районе действуют три автозаправочные станции: две в селе Долгоруково и одна в селе Стегаловка.
Через район проходит железная дорога линии «Елец — Касторная». На линии расположены 2 железнодорожные станции: Плоты и Долгоруково.

## Культура
В области культуры в Долгоруковском районе действуют:
- «Центр культуры, досуга и народного творчества»
- центры культуры, досуга и народного творчества (сельские дома культуры) и отделы досуговой работы в сельских поселения
- «Долгоруковская центральная районная библиотека имени А. М. Жемчужникова»
- библиотеки в сельских поселениях
- «Детская школа искусств им. композитора С. Н. Василенко» с филиалом в селе Жерновное

## Образование
Муниципальные дошкольные образовательные учреждения
В районе действуют 10 детских дошкольных учреждений (детские сады), находящиеся в сельских поселениях
Муниципальные образовательные учреждения
Из-за процесса оптимизации образования, в районе за последние 5 лет было закрыто большинство школ, а часть переведена в разряд филиалов. На сегодняшний день работают следующие:
- Большебоёвская средняя школа
- Средняя школа села Братовщина, Дубовецкая средняя школа (филиал), Харламовская средняя школа (филиал)
- Средняя школа деревни Весёлая
- Средняя школа села Войсковая Казинка
- Вязовицкая средняя школа
- Лицей села Долгоруково, Средняя школа деревни Екатериновка (филиал), Жерновская основная школа (филиал)
- Меньшеколодезская средняя школа, Верхнеломовецкая средняя школа (филиал)
- Стегаловская средняя школа, Свишенская средняя школа (филиал)
- Средняя школа поселка Тимирязевский, Стрелецкая средняя школа (филиал)

Муниципальные образовательные учреждения дополнительного образования
- Центр дополнительного образования детей
- Детско-юношеский центр (бассейн «Волна»)

## СМИ
Районная общественно-политическая газета «Сельские Зори».

## Здравоохранение
Медицина
В системе здравоохранения Долгоруковского района функционируют:
- центральная районная больница (в селе Долгоруково)
- 2 участковых больницы (в сёлах Меньшой Колодезь и Стегаловка)
- 25 медпунктов в сельских поселениях

Укомплектованность медицинским персоналом медицинских учреждений района составляет 61,4 % для врачебных должностей и 100 % — для средних медработников.
Аптечная система
Розничная продажа медикаментов осуществляется сетью аптек, три из которых находятся в районном центре и по одной в сёлах Меньшой Колодезь и Стегаловка.

## Достопримечательности

Стела на границе с Липецким районе

- Краеведческий музей — Музей-усадьба «Край Долгоруковский» в Долгоруково.
- Родник и купель деревни Царёвка.
- Музей села Стрелец.
- Усадьба помещиков Быхановых в селе Братовщина.
- Покровская церковь 1854 года в Верхнем Ломовце.
- Церковь Богоявления 1836 года в Грызлово.
- Церковь Илии Пророка 1878 года в Долгуше.
- Успенская церковь 1875 года в селе Дубовец.
- Здание больницы в селе Меньшой Колодезь.
- Ансамбль Троицкой церкви 1815 года в селе Новотроицкое.
- Казанская церковь 1828 года в Слепухе.
- Церковь Успения 1777 года в Стегаловке.
- Усадьба помещика Ведрова конца XIX века в Стегаловке.
- Церковь Михаила Архангела в селе Стрелец.
- Церковь Рождества Христова 1790 года в Нижнем Ломовце.

## Известные жители
- Алябьев, Михаил Иванович. Герой социалистического труда, шахтёр, участник Великой Отечественной войны. С 1943 года трудился на шахте «Ткварчель-уголь» в городе Ткварчели в Грузии (ныне Абхазия). Погиб в 1949 году при выполнении работ. Родился в деревне Тёпленькая Первая.
- Аскоченский, Александр Николаевич. Герой социалистического труда, академик-гидротехник, один из крупнейших мелиораторов СССР. Родился в селе Верхний Ломовец.
- Братья Жемчужниковы. Александр, Алексей и Владимир Жемчужниковы и Алексей Толстой создатели литературного персонажа Козьмы Пруткова. Родовое имение Жемчужниковых в деревне Павловка близ села Вязовое.
- Быханов, Евграф Васильевич. Астроном XIX века предвосхитивший современные взгляды на образование солнечной системы и континентов Земли.
- Василенко, Сергей Никифорович. Народный артист РСФСР, советский композитор, режиссёр, педагог. Вырос в деревне Царёвка.
- Дешин, Иван Семенович. На фронте прошёл путь, от рядового бойца до комбата. Погиб в 1944 году. Звание Героя Советского Союза присвоено посмертно. Родился в Новой Деревне.
- Дешин, Андрей Иванович. Герой Советского Союза. В годы Великой Отечественной войны старший телефонист артиллерийского полка. Уроженец деревни Котово. На родине Героя, в районном центре Долгоруково, его именем названа улица.
- Долгоруков, Юрий Владимирович. Князь из рода Долгоруких, российский военный деятель, генерал-аншеф, подполковник лейб-гвардии Преображенского полка (1787), автор ценных военных мемуаров, Московский градоначальник. Основатель села Братовщина.
- Евсевий (Саввин). Митрополит РПЦ, уроженец села Стегаловка.
- Жданов Пётр Тимофеевич. Ветеран Великой Отечественной войны, полный кавалер Ордена Славы. Житель села Верхний Ломовец.
- Пётр Иванович Игнатов. Директор издательского дома «Липецкая газета», директор ОТРК Липецкое время, председатель Союза журналистов Липецкой области. Работал корреспондентом, старшим корреспондентом, а затем главным редактором газеты «Сельские зори».
- Космин, Иван Владимирович. Художник, член-корреспондент академии художеств СССР. Родился и вырос в селе Слепуха.
- Кузьмин, Иван Данилович. Герой социалистического труда. Начальник отделения Усольско-Сибирского производственного объединения «Химпром», уроженец села Слепуха.
- Лазарев, Егор Иванович. Герой Советского Союза посмертно. Родился в селе Долгуша.
- Лестеев, Дмитрий Александрович. Политработник, участник гражданской войны, боёв на Халхин-Голе и Советско-финской войны, погиб под Москвой, возглавляя Политуправление Западного фронта.
- Севрин, Виктор Семенович. Герой Советского Союза. В годы Великой Отечественной войны командир роты стрелкового полка. Уроженец деревни Суры. На родине Героя, в районном центре Долгоруково, его именем названа улица.
- Филичева Валентина Григорьевна. Одна из первых женщин освоивших трактор К-700. Жительница села Жерновное.
- Шацких, Павел Трефильевич. Поэт-самоучка. Родился и вырос в селе Жерновное.